# Broekmolen (Stramproy)
De Broekmolen is een watermolen op de Abeek, gelegen aan de Grensweg in de buurtschap Heyeroth bij Stramproy in de Nederlandse gemeente Weert.
De molen is een onderslagmolen en behoort tot een landgoed waarop ook een grote boerderij is gelegen. De watermolen wordt gevoed door de Abeek.

## Geschiedenis
De watermolen heeft toebehoord aan het Stift van Thorn, samen met een windmolen. In 1787 werd de boedel tussen twee partijen verdeeld, en werd pastoor Engels eigenaar van de Broekmolen. Nadien werd de molen meermaals verkocht. In 1868 liet de weduwe Donders-Mertens de molen verbouwen tot zijn huidige vorm. De molen met drie koppels maalstenen bleef tot in het midden van de jaren 50 van de 20e eeuw in bedrijf. De sluizen en het waterrad waren enkele jaren daarvoor vernieuwd.
Na sluiting raakte de molen snel in verval en ondanks vele pogingen duurde het tot 1971 voordat hij verkocht werd aan een particulier, die de watermolen met overheidssteun liet restaureren.
Door overlijden van de toenmalige eigenaar is de molen daarna opnieuw in verval geraakt en heeft de houtworm zich meester gemaakt van grote delen van het houten gangwerk.
Medio september 2015 is er door een klein groepje vrijwilligers begonnen om de molen weer in oude staat te herstellen. Inmiddels is het dak weer water- en winddicht en zijn van diverse aandrijf-rondsels de staven vervangen. Ook is het rechter maalkoppel gevlakt, gebild en voorzien van een nieuwe steenbus. Door deze werkzaamheden is het rechter maalkoppel weer draai- en maalvaardig.
Het middelste koppel kan niet meer maalvaardig worden gemaakt omdat de stenen te ver zijn versleten en de loper is dan ook zo opgesteld dat de werking goed kan worden bestudeerd.
Het linker maalkoppel wordt momenteel gerestaureerd.